# كارل فيلهلم فرديناند سولجر

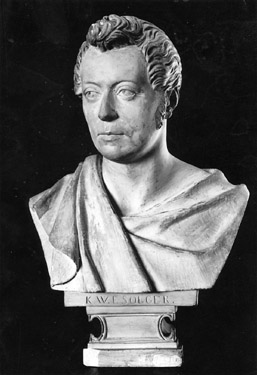
تمثال نصفي لـ كارل فيلهلم فرديناند سولجر.

كارل فيلهلم فرديناند سولجر (بالألمانية: Karl Wilhelm Ferdinand Solger)‏ (28 نوفمبر 1780، شويدت - 20 أكتوبر 1819، برلين) فيلسوف وأكاديمي ألماني. وهو معروف بأنه مُنظِّر للرومانسية و‌السخرية، الفيلسوف الذي مات عندما وصلت الحركة الرومانسية إلى ذروتها، وكرس نفسه للديالكتيك الجمالي وظهر كمدافع رئيسي عن السخرية الرومانسية.

## حياته
وُلد كارل فيلهلم فرديناند سولجر، الفيلسوف الرومانسي الألماني، في مدينة شويدت. درس الفقه وعلم فقه اللغة والفلسفة في جامعة هال وجينا، حيث استمع إلى محاضرة فريدريك فيلهيلم يوزف شيلن. بعد فترة من العمل في الخدمة المدنية البروسية، ألقى محاضرات حول الفلسفة في جامعة فرانكفورت أن دير أودر (1809)، حيث التقى الكاتب لودفيج تيك. عين كأستاذ في  جامعة برلين في1811، وظل كذلك حتى وفاته.

## أفكاره
مثل العديد من الرومانسيين، إنشغل بقطبية المتناهٍ واللانهائي. الإنسان محدود ولكنه مليء بالرغبة في اللامتناهي. العالم الذي وجد نفسه فيه مجزأ. من خلال استيعاب شظايا الواقع، يعمل الفهم المشترك من حيث الأقطاب - الملموسة والعالمية، والمظهر والمفهوم، والجسد والروح، والفرد والطبيعة. فقط في الفكرة اللانهائية يتم التوفيق بين الأقطاب. الفهم المشترك مرتبط بالمحدود. يجب على الإنسان أن يهرب من حكمه إذا أراد أن يدرك الفكرة اللانهائية. لقد قدم الله تضحية بنفسه ليخلق المحدود، ويجب على الإنسان أن يضحّي بنفسه وبالظاهرة للعودة إلى اللامحدود. في هذا الفناء يكشف اللاهوت عن نفسه. التوفيق بين المحدود واللانهائي هو هدف الفيلسوف عندما يحاول التقاط الحقيقة في أنظمته؛ إنه واجب الرجل الأخلاقي الذي يواجهها كمهمة؛ يتم تحقيقه من قبل الفنان الذي، في خلق الجميل، يكشف عن الفكرة في الظواهر. بالنسبة له، كما بالنسبة لأفلاطون، الفلسفة هي في الأساس محادثة. إنه صراع مشترك من أجل شيء يتم فهمه بشكل خافت ومع ذلك يفلت من التعبير المناسب. الحقيقة ليست ملكية أبدًا؛ إنها تكشف عن نفسها فقط في عملية السعي لتحقيقها. وبالتالي، فإن الوسيلة الأنسب للتعبير عن الفكر الفلسفي هي الحوار.

## وصلات خارجية
- كتب كارل فيلهلم فرديناند سولجر